# Yeşilkaya, Şenkaya
Yeşilkaya là một xã thuộc huyện Şenkaya, tỉnh Erzurum, Thổ Nhĩ Kỳ. Dân số thời điểm năm 2011 là 91 người.